# محتوای وب
محتوای وب، محتوای متنی، تصویری یا شنیداری است که بخشی از تجربه کاربر در وب‌سایت به‌شمار می‌رود که معمولا توسط روزنامه‌نگاران وب تولید ‌می‌شود. محتوای وب شامل متن، تصویر، صوت، ویدئو و انیمیشن است. در معماری اطلاعات برای شبکه جهانی وب، Lou Rosenfeld و Peter Morille می‌نویسند «ما مطالب را به‌صورت گسترده به عنوان" مطالب موجود در وب سایت شما تعریف می‌کنیم که می‌تواند شامل اسناد، داده‌ها، اپلیکیشن‌ها، سرویس‌های الکترونیکی، تصاویر، فایل‌های صوتی و تصویری، صفحات شخصی در وب، پیام‌های ایمیل آرشیو شده و … باشد. البته ما مواد آینده را هم مانند مواد فعلی در نظر می‌گیریم.»

## آغاز محتوا در وب
وقتی اینترنت، با یکی از پروژه‌های تحقیقاتی دولت ایالات متحده در اواخر دهه ۱۹۵۰ شروع شد، وب به شکل امروزی ایجاد نشده بود، تا اینکه Time Berners-Lee و همکارانش در آزمایشگاه اروپایی سرن مفهوم اسناد لینک‌شده با ابرمتن را پیشنهاد دادند. البته کمی بعد، Mosaic، پیشکسوت معروف Netscape، نشان داد اینترنت به چیزی بیش از یک سیستم ارائه فایل تبدیل شده‌است. استفاده از ابرمتن، ابرلینک‌ها و مدل‌های مبتنی بر صفحه برای اشتراک‌گذاری اطلاعات، که توسط Mosaic و مدتی بعد توسط Netscape معرفی شد، در تعریف محتوای وب و ساختار وبسایت‌ها مفیدند. امروزه بر اساس نوع و کاربرد محتوای یک وب‌سایت، آن را در دستهٔ خاصی از وب‌سایت‌ها گروه‌بندی می‌کنیم.

## مفهوم صفحه
امروزه از مفهوم «صفحه» بیشتر از «محتوای وب» استفاده می‌شود. شروع کاربرد این مفهوم، در محیط‌های علمی و صفحات تایپ‌شده، و ایده اصلی آن، لینک (اتصال) مستقیم از یک مقاله علمی به مقاله دیگر بود. این ایده در اواخر دهه ۱۹۸۰ و اوایل ۱۹۹۰ ایده‌ای کاملاً انقلابی و نوآورانه به‌شمار می‌رفت. در آن زمان، بهترین لینکی که می‌توانست ساخته شود، لینکی بود که برای استناد به یک مرجع در میان یک مقاله تایپ‌شده و نام مرجع در پایین صفحه، یا در آخرین صفحه مقاله وجود داشت.
وقتی نوشتن و داشتن یک صفحه Mosaic برای هر کسی میسر شد، مفهوم «صفحه اصلی»، ایده صفحه را تقریباً محو کرد.
هر کسی می‌توانست «صفحه وب» یا «صفحه شخصی» خودش را داشته باشد. در اغلب موارد، وب‌سایت شامل صفحات فیزیکی زیادی است که همگی یک صفحه نامیده می‌شوند. افراد اغلب برای ارائه گواهینامه، لینک دادن به هر محتوای دیگری که شخصی نگهداری می‌کرد، یا هر محتوای شخصی دیگری که یک فرد منتشر می‌کرد، به «صفحه اصلی» خود اشاره می‌کردند.
اگرچه «وب» ممکن است منبعی باشد که معمولاً برای «دست‌یابی به» مکان‌های آنلاین مشخص از آن استفاده می‌کنیم، اما بسیاری پروتکل‌های مختلفبرای دسترسی به اطلاعات موجود، وجود دارند و در هنگام نیاز فراخوانی و استفاده می‌شوند. وقتی ما یک آدرس اینترنتی مثل http://www.youtube.com را در مرورگر وارد می‌کنیم، انتظار داریم طیف وسیعی از صفحات وب را ببینیم، اما در هر صفحه ابزارهایی برای تماشای «کلیپ‌های ویدئویی» قرار داده شده‌است.

## محتوای وب از نوع HTML
با وجود اینکه ممکن است در هر صفحه وب، پروتکل‌های مختلفی تعبیه شود، اما با این حال محتوای html (یا انواع دیگر) صفحات فشرده وب، برترین راه به اشتراک‌گذاری محتوا هستند و در حالی که بسیاری صفحات وب با ساختار اختصاصی (معمولاً سایت‌های تجاری) وجود دارند، میلیون‌ها وب‌سایت با توجه به یک ایده اصلی مشترک ایجاد شده‌اند؛ بنابراین ممکن است هزارها وب‌سایت با ایده‌های مشابه اما محتوای مختلف پیدا شود.
وبلاگ‌ها نوعی وب‌سایت و عمدتاً شامل صفحات وب به زبان html هستند. (اگرچه ممکن است وبلاگ‌نویس کاملاً از این موضوع غافل باشد که صفحات وب با استفاده از html نوشته می‌شوند).
میلیون‌ها نفر از وبلاگ‌های آنلاین استفاده می‌کنند؛ امروزه یک وبلاگ، «صفحه اصلی» جدیدی است؛ جایی که افراد می‌توانند اطلاعات شخصی خود را آشکار کنند یا مفهومی از اینکه «من کی هستم» بسازند. اگرچه یک وبلاگ ممکن است با اهداف دیگری (مثل ترویج کسب و کار) نوشته شود، واقعیت این است که وبلاگ توسط «یک فرد» نوشته می‌شود و او اطلاعات را از چشم‌انداز خودش ارائه می‌کند.
سایت‌های موتور جستجو عمدتاً از محتوای html ساخته شده‌اند و معمولاً یک رویکرد ساخت‌یافته برای ارائه اطلاعات دارند. صفحه نتایج موتور جستجو (SERP)، یک عنوان، معمولاً نام موتور جستجو، و سپس فهرستی از وب‌سایت‌ها و آدرس‌های آنها را نمایش می‌دهد. آنچه فهرست می‌شود، نتایج حاصل از یک پرس و جو است که به عنوان کلمات کلیدی تعریف می‌شود. صفحه نتایج، وب‌سایت‌هایی را لیست می‌کند که به طریقی به کلمات کلیدی موجود در پرس و جو مربوط هستند.
کمیسیون‌های بحث و گفتگو، سایت‌های متشکل از محتوای «متنی» هستند که توسط html یا زبان‌های دیگری که در مرورگر وب دیده می‌شوند، سازماندهی شده‌اند. مکانیزم کار میز بحث، به این شکل است که کاربران ثبت‌نام می‌شوند و پس از ثبت‌نام می‌توانند مطالب خود را بنویسند. اغلب یک میز بحث از پست‌هایی تشکیل شده که هر کدام گروهی از سؤالات را مطرح می‌کنند، تا کاربران دیگر به آن سؤالات پاسخ دهند.
سایت‌های تجارت الکترونیکی تا حد زیادی از مواد متنی تشکیل شده، همچنین تصاویر مربوط به اقلام فروشی نیز در آن تعبیه می‌شود. با این حال، سایت‌های خیلی کمی وجود دارند که به صورت صفحه به صفحه و با استفاده از انواع html نوشته شده باشند. به‌طور کلی، صفحات وب طوری نوشته شده‌اند که با استفاده از مرورگر وب، از یک پایگاه‌داده به مشتری ارائه شود. با این حال، کاربر عمدتاً اسناد متنی را می‌بیند که به صورت صفحه وب می‌رسند تا در مرورگر وب مشاهده شوند. سایت‌های تجارت الکترونیکی معمولاً با نرم‌افزاری که به عنوان «shopping cart» می‌شناسیم، سازماندهی می‌شوند.

## یک دید گسترده‌تر از محتوای وب
اگرچه میلیون‌ها صفحه وجود دارد که عمدتاً با html یا زبان‌های دیگر نوشته شده‌اند، اما در واقع ما داده‌ها، اپلیکیشن‌ها، سرویس‌های الکترونیکی، تصاویر (گرافیک)، فایل‌های صوتی و تصویری، صفحه‌های شخصی وب، پیام‌های ایمیل آرشیو شده و بسیاری انواع دیگر فایل‌ها و داده‌های سیستم را می‌بینیم که به وب‌سایت‌ها و صفحات وب تعلق دارند. صدها راه برای انتقال اطلاعات بر روی یک وب‌سایت وجود دارد، اما بدنه مشترکی برای دانش بهینه‌سازی موتور جستجو وجود دارد که یک راه مصلحت‌اندیشانه است، اینکه هیچ چیزی جز متن نباید منتقل شود. امروزه موتورهای جستجو مبتنی بر متن هستند و یکی از راه‌های رایج دستیابی به سایت‌های موردعلاقهٔ افراد توسط مرورگر محسوب می‌شوند.

## محتوا پادشاه است
این جمله را می‌توان این‌گونه تفسیر کرد که بدون محتوای اصلی و مطلوب، یا توجه به قوانین و منافع تجاری سازندگان محتوا، هر سرمایه‌گذاری رسانه‌ای به احتمال زیاد به دلیل فقدان محتوای جذاب (بدون در نظر گرفتن عوامل دیگر طراحی) شکست می‌خورد. محتوا می‌تواند هر کار خلاقانه، مانند متن، گرافیک، تصویر یا ویدئو باشد. هنگام سازماندهی یا ایجاد یک وب‌سایت، توجه به عبارت «محتوا پادشاه است!» یک الگوی رفتاری رایج محسوب می‌شود؛ یعنی تمرکز اصلی بر روی محتوا قرار می‌گیرد (اگرچه Andrew Odlyzko در «محتوا پادشاه نیست!» طور دیگری استدلال می‌کند). محتوای متنی برای جایگاه موتور جستجو بسیار مهم است. بدون محتوای اصلی متن، بیشتر موتورهای جستجو نمی‌توانند واژگان مورد جستجو را به محتوای یک سایت ربط بدهند.
موتور های جستجو با کلمات کلیدی هر صفحه را شناسایی می کنند و محتوای داخل آن را آنالیز کرده و به آن اعتبار می دهند. لذا در هر محتوایی توجه به اصال انتخاب صحیح کلمات کلیدی در پادشاهی محتوا بسیار موثر است. اگر کلمات کلیدی درست انتخاب نشوند طبیعتا در آنالیز موتورهای جستجو و نتایج جستجو رتبه کمتری خواهند داشت.

در واقع در هر وبسایت داشتن استراتژی محتوایی گام اول و اصلی در پیشبرد اهداف آن سایت محسوب می‌شود. با بست و گسترش جمله «محتوا پادشاه است» می‌توان به انواع متفاوت استراتژی‌های محتوایی اعم از محتوای ستون (pillar content)، محتوای همیشه سبز(Evergreen Content)، محتوای شاخص (cornerstone)، محتوای پرچم دار (flagship) و… پرداخت و با پیاده‌سازی هر یک از این محتواها در سایت می‌توان در مفهوم جمله «محتوا پادشاه است» نگاهی عمیق‌تر داشت. 

## مدیریت محتوا
از آنجا که وب‌سایت‌ها اغلب پیچیده هستند، اصطلاح «مدیریت محتوا» در اواخر دهه ۱۹۹۰ پدید آمد که یک متد یا در بعضی موارد یک ابزار برای سازماندهی المان‌های گوناگون موجود در یک وب‌سایت را تعریف می‌کند. مدیریت محتوا اغلب به این معنی است که در یک کسب و کار طیف وسیعی از افراد هستند که نقش‌های متمایزی برای کار با مدیریت محتوا بر عهده دارند، مانند نویسنده محتوا، ویرایشگر، ناشر و مدیر. اما این معنی را نیز می‌دهد که ممکن است یک سیستم مدیریت محتوا وجود داشته باشد که به وسیله آن هر کدام از نقش‌های مختلف طوری سازماندهی شوند، تا کمک‌های خود را در اداره کردن سیستم و سازماندهی اطلاعات برای وب‌سایت ارائه دهند.
اگرچه ممکن است یک کسب و کار برای انتخاب، دربرگرفتن و نمایش اطلاعات آنلاین سازماندهی شده باشد، اما محتوا در چنین شیوه‌ای باید طوری سازماندهی شود که با یک بخش کلی «تجربه مشتری» که کاربری آسانی دارد، به خواننده (مرورگر) ارائه شود. در این صورت سایت به راحتی پیمایش می‌شود و نقش خود را در کسب و کار (که فروش به مشتریان، یا بازاریابی برای محصولات و خدمات، یا اطلاع‌رسانی به مشتریان است) ایفا می‌کند.

### مکان‌یابی محتوای وب
استفاده از محتوای وب در بازاریابی اینترنتی و بازاریابی مکان‌محور، متدی رایج برای تعیین مختصات جغرافیایی (مکان فیزیکی) بیننده یک وب‌سایت است. این کار توسط نرم‌افزارهایی که امکانات ردیابی (مکان‌یابی) دارند انجام می‌شود. ارائه محتوای مختلف بر اساس مکان بیننده، مانند کشور، منطقه یا استان، شهر، کد مترو/کد پستی، سازمان، آدرس پروتکل اینترنت (IP)، شناسایی ISP و … از امکاناتی است که این نرم‌افزارها برای ما فراهم می‌کنند.

#### محتوای متفاوت با انتخاب کاربر
وب‌سایت FedEx در FedEx.com مثال خوبی برای کاربرد بازاریابی مکان‌محور برای انواع محتوای مختلف است. در این وب‌سایت کاربران ابتدا کشور خود را انتخاب می‌کنند و سپس بسته به انتخاب‌شان، محتوای سایت یا مقاله برایشان نمایش داده می‌شود.

#### محتوای مختلف خودکار
در بازاریابی اینترنتی و بازاریابی مکان‌محور، انتقال محتوای مختلف بر اساس مختصات جغرافیایی و دیگر اطلاعات شخصی، به صورت خودکار انجام می‌شود. به عنوان مثال امروزه اگر وارد سایت یک بازی آنلاین شوید، سایت به صورت خودکار مکان جغرافیایی و زبان شما را تشخیص داده و محتوای مناسب برای شما را نمایش می‌دهد. یا مثلاً تبلیغات گوگل و یاهو هوشمند و خودکار شده و تبلیغات هدفمند فارسی را به فارسی‌زبانان نشان می‌دهند.